# Salomona limbata
Salomona limbata är en insektsart som beskrevs av Heinrich Hugo Karny 1907. Salomona limbata ingår i släktet Salomona och familjen vårtbitare. Inga underarter finns listade i Catalogue of Life.